# Cedestis
Cedestis Zeller, 1839 è un genere di lepidotteri appartenente alla famiglia Yponomeutidae, diffuso in Europa.